# Scapteriscus borellii
Espèce
Scapteriscus borellii est une espèce d'insectes orthoptères de la famille des Gryllotalpidae (courtilières) originaire d'Amérique du Sud. 
Cette courtilière, introduite dans le sud-est des États-Unis dans les années 1900, est devenu un des ravageurs les plus nuisibles pour les terrains de golf, les pelouses, les gazonnières et les pâturages notamment en Floride.

## Synonymes
Selon Catalogue of Life (17 juin 2015) : 	
- Scapteriscus acletus Rehn, J.A.G. & Hebard, 1916.